# Landespolitik
Landespolitik bezeichnet im föderativen System der Bundesrepublik Deutschland alle Politikbereiche, die ein Bundesland betreffen.
Dies ist in Artikel 70 des Grundgesetzes ausgedrückt:
(1) Die Länder haben das Recht der Gesetzgebung, soweit dieses Grundgesetz nicht dem Bunde Gesetzgebungsbefugnisse verleiht.
(2) Die Abgrenzung der Zuständigkeiten zwischen Bund und Ländern bemißt sich nach den Vorschriften  dieses Grundgesetzes über die ausschließliche und die konkurrierende Gesetzgebung.
Die ausschließliche Gesetzgebung des Bundes wird in Artikel 71 und 73 Grundgesetz geregelt und definiert damit die Bereiche der Bundespolitik.
Die konkurrierende Gesetzgebung ist in Artikel 72, 74, 74a und 75 Grundgesetz geregelt und gibt den Ländern die Möglichkeit der eigenen Gesetzgebung, „solange und soweit der Bund von seinem Gesetzgebungsrechte keinen Gebrauch macht“. 
Zu den klassischen Gebieten der Landespolitik gehören die Kulturpolitik, die Bildungspolitik und die Landes- und Regionalplanung. Diese werden auch als Ländersachen bezeichnet.
Akteure der Landespolitik sind die Landesregierung mit der ihr nachgeordneten Verwaltung, das Landesparlament und die Landesgremien der politischen Parteien. 